# 이스트로
이스트로(eSTRO)는 대한민국의 前 프로게임단이다. 현존 당시 스타크래프트와 스페셜포스, 워크래프트3 종목을 운영하였다.
2010년 10월 13일에 공식적으로 해체되었으며, 선수들은 다른 팀에 드래프트 형식으로 영입되었다.

## 역사

### 2002년 ~ 2004년
2002년 1월 AMD의 스폰서를 받아 AMD 드림팀(AMD Dream Team)으로 창단한다. 2003년에 이르러 드림팀은 선수 하나 하나 매우 스타일리쉬한 게임으로 많은 팬을 몰고 다녔던 팀으로 그 당시 형성된 팬층이 2010년까지 이스트로의 팬을 형성하고 있는 경우가 많았다. 누가 뭐래도 최강의 팀이었던 이 팀은, 당시 최고였던 베르트랑, 장진남, 장진수, 조정현, 기욤 패트리 등만 바라보다가, 신인 육성에 소홀히 하면서 프로리그와 팀리그가 체계화되면서 다른 팀들과의 경쟁이 어려워지게 되었다고 이지호감독이 회고한적이 있다. 그 후 2004년 1월 1일 AMD와 재계약을 포기하여, 드림팀(Dream Team)으로 돌아와 활동하다가 2004년 2월 헥사트론 PC방의 후원 계약으로 헥사트론 드림팀(Hexatron Dream Team)으로 팀명을 변경했다. 이 때, 원로 게이머이던 이기석, 김갑용과 외국인 선수 정책으로 인하여 호주출신의 피터 제임스 니트와 미국출신의 브라이언 프랜지올리를 영입하기에 이른다. 이기석은 별다른 활약을 보여주지 못했지만, 김갑용은 장진수와 호흡을 맞춰 리그 최고의 팀플 조합이 되었다. 또 헥사트론과의 스폰서쉽 계약이 만료될쯤엔 화승 OZ(당시 PLUS)로부터 조용성을 영입하면서 선수층을 두텁게 했다.

### 2005년 ~ 2006년
2005년 헥사트론과의 스폰서가 만료된 후, 다시 이네이쳐 PC방의 스폰서를 받아 2005년 3월에 이네이쳐 탑 팀(eNature TOP Team)으로 팀명을 변경한다. 이네이쳐와의 스폰서쉽 계약을 체결하면서 이네이쳐 탑 팀은 팬택앤큐리탤 큐리어스(현 위메이드 폭스)의 항명 파동으로 인해 팀에서 방출된 이재항, 서기수, 정영주 그리고 e스포츠 역사상 최초의 드래프트 무적 선수였던 나경보, 김현진, 조용성(이미 팀에 영입된 상태였지만 형식상으로 지명을 하였다.)을 지명하며 선수층을 보강했다. 이재항은 프로리그 평가전만 출전하고 다시 팬택으로 돌아갔으나 서기수 정영주는 이네이쳐에 끝까지 남아서 좋은 활약을 펼치게 된다. 김현진과 나경보는 별다른 활약 없이 은퇴하였다. 2005년 SKY 프로리그 2005 전기리그에서 최하위 성적을 기록하며 8개월간의 프로리그 출전기회를 잃게 된다. 향후 온게임넷의 프로그램인 감독열전에서 이지호 감독이 아무런 희망도 없었지만 정말 독하게 연습했던, 자신의 E스포츠 경력상 가장 힘든 시기였다고 회고하기도 했다.
2006년 SKY 프로리그 2006 전기리그에서 이 시련을 딛은 이네이쳐 탑 팀에게 현재 이스트로팀의 주축을 담당하고 있는 선수들을 선발하게 된 시즌이다. 2006년 신인 드래프트에서 1차 지명은 임진묵, 2차 지명으로 당시 아마추어 신분으로 온라인에서 이윤열을 압도적인 경기력으로 연파하며 주목을 받은 김원기를 지명한다. 이후, 김원기는 입단 후 프로리그에서 이윤열과 3차례 맞붙어 모두 다 갖가지 방법으로 압도적인 승리를 거두는 등, 좋은 기억만을 가지게된다. 3차 지명은 프로토스의 주축인 신상호를 지명했고, 4차 지명은 이지호 감독이 원래 팀플로 쓰려고 뽑았다고 고백한 미래의 에이스 신희승이 뽑힌다. 5차 지명과 추천 지명은 팀플레이를 전담하다가 은퇴한 김강석, 김강호가 나란히 지명되었다. 1차 지명을 받았던 임진묵은 공식경기 데뷔전을 승리로 장식하며 기대감을 모았으나 할머니의 병환을 핑계로 여자친구와의 여행을 위한 휴가를 얻었다가 들통이 나면서 방출되고 한빛 스타즈로 이적한다. 2006년 10월 13일 프로 스포츠 중계권 회사 에이클라 엔터테인먼트에 속해있는 '(주)인터내셔널이스포츠그룹(IEG)'이 이네이쳐 탑 팀을 인수, 재창단된 eSTRO가 창단되었다.‘이스트로(eSTRO)’는 e스포츠의 ‘e’와 astro(우주·천체·항성)의 뜻을 가진 ‘stro’의 합성어로 ‘e스포츠의 새로운 세계를 선도해 헤쳐나갈 선구자’라는 의미를 가지고 있다. 었으나 후반부 김원기의 고질적 동족전 문제와 잇따른 4연패로 결국 4승 6패로 시즌을 마쳐 아쉬움을 진하게 남기게 된다.

### 2007년 ~ 2010년
2007년 3월 12일 카운터스트라이크부분에서 세계 랭킹 7위(그 당시) 인 Project_kr팀을 인수한다. 이후, 카운터스트라이크 부문에서는 좋은 성적을 거두었다. 그러나 스타크래프트 부분에서의 부진은 계속되어 2003년 이후에 신한은행 프로리그 2008에서도 14연패의 불명예를 안게 된다. 신희승을 제외하면 현역 개인리그 상위 진출자는 전무했고, 개인리그 우승자를 한 명도 배출하지 못했다. 2008년 6월 24일 IEG는 프로리그 14연패의 책임을 물어 이지호 감독의 사퇴를 발표하고 김현진 전 이스트로 코치를 감독대행으로 발표했다. 2008년 9월 24일, 지난 6월 이지호 전 감독의 사퇴로 인해 감독대행의 역할을 해오던 김현진 감독대행과 정식 감독계약을 체결했다고 밝혔다. 2009년 1월 12일 IEG와 카운터스트라이크 팀 이스트로CS팀과 계약이 만료되었다. 이후 이스트로CS팀은 위메이드 폭스에 인수되었다.
2009년 3월 29일 스페셜포스 프로게임단 드래프트에서 e.sports-united를 지명하였다. 2009년 3월 KeSPA 랭킹 1위이자 최대어로 평가받고 있는 e.sports-united는 이스트로의 팀 단위 지명을 받았다. 추첨을 통해 1순위 지명권을 얻은 이스트로의 김현진 감독은 선발전 2위를 차지한 e.sports-united를 선발했다. 그리하여, 2009년 8월 6일 스페셜포스 이스트로가 광안리 무대를 정복했다. 이스트로가 KT 핑거붐을 꺾고 프로리그 정상에 올랐다. 이로써 이스트로는 스페셜포스 프로리그 원년리그에서 초대 챔피언에 올랐다.이로써 이스트로의 처음이자 마지막 우승을 차지했다. 2010년 9월 IEG가 이스트로를 한국e스포츠협회에 매각 위탁하며 구단운영을 포기하게 된다. 이스트로의 매각 위탁에 대해 한국e스포츠협회 관계자는 "현재 상황에서는 최대한 원활하게 매각 협상을 진행해서 게임단을 유지하고 선수들의 고용 승계를 위해 최선의 노력을 다하고 있다" 고 전했다. 그러나, 2010년 10월 13일 한국e스포츠협회는 이스트로의 해체를 최종 결정하였다. 기존의 선수들은 이스트로 선수단 공개 드래프트를 통해 다른 팀에 각각 영입되어, 드래프트를 완료하였다.이번 공개 드래프트는 입찰 과정을 통해 해당 선수를 영입하는 포스팅 시스템(Posting System)을 통해 ‘박상우, 김성대, 신대근, 신재욱, 김도우’ 가 게임단의 지명을 받았으며, 이후 공군을 제외한 포스팅에 참여하지 않은 게임단 지명에서 ‘유병준, 백동준, 임홍규, 노재상, 주성욱, 김기훈’이 지명을 받아 선수 전원이 새로운 게임단에 입단하게 되었다. 2010년 11월 4일 스페셜포스 프로게임단도 드래프트를 마쳤다. 이번 드래프트는 지난 시즌 팀 성적의 역순으로 의무지명으로 실시했다.
2002년 1월에 창단했던 이스트로는 2010년 10월 13일에 8년 9개월 만에 해체되었다. 이는 e스포츠 사상 첫 프로게임단팀이 해체된 것이다. 창단 후 해체되기 전까지 개인리그 우승자 배출 및 포스트시즌 진출을 단 한 차례도 하지 못했다.

### 전 이스트로 선수단 공개 드래프트 결과
| 선수 이름             | 종족 및 포지션 | 입단 팀        |
| --------------------- | -------------- | -------------- |
| 스타크래프트 1군 소속 |                |                |
| 박상우                | Terran         | 웅진 스타즈    |
| 신재욱                | Protoss        | 웅진 스타즈    |
| 신대근                | Zerg           | STX SouL       |
| 김도우                | Terran         | STX SouL       |
| 유병준                | Protoss        | 삼성전자 칸    |
| 김성대                | Zerg           | KT 롤스터      |
| 스타크래프트 2군 소속 |                |                |
| 임홍규                | Zerg           | SK텔레콤 T1    |
| 김기훈                | Protoss        | MBC게임 히어로 |
| 주성욱                | Protoss        | 위메이드 폭스  |
| 노재상                | Zerg           | CJ 엔투스      |
| 백동준                | Protoss        | 화승 OZ        |
| 스페셜포스 소속       |                |                |
| 강주호                |                | CJ 엔투스      |
| 임정민                |                | KT 롤스터      |
| 조현종                |                | SK텔레콤 T1    |
| 윤재혁                |                | STX SouL       |

## 게임단 연혁
- 2002년 1월 AMD 드림팀 창단
- 2004년 2월 헥사트론 드림팀으로 팀 명 변경
- 2004년 6월 Hello APM배 WEG WarCraft3 팀리그 준우승 (헥사트론)
- 2005년 3월 이네이쳐탑 팀으로 팀 명 변경
- 2006년 10월 이스트로 창단 - (주)인터내셔널이스포츠그룹 이네이쳐탑 팀 인수
- 2006년 12월 이스포츠대상 페어플레이상 수상 (스타크래프트 팀)
- 2007년 3월 제2회 KeSPA컵 스타크래프트부문 공동 3위
- 2007년 3월 카운터스트라이크 팀 Project_kr 인수
- 2007년 7월 ESWC2007 한국 국가대표팀(이스트로 카운터스트라이크 팀)
- 2007년 8월 서울 e-stars(카운터스트라이크 팀, 4위)
- 2007년 10월 WCG2007 한국 국가대표팀(카운터스트라이크 팀, 5위)
- 2007년 10월 ESL Masters LA-Challenge (카운터스트라이크 팀, 5위)
- 2007년 11월 현 카운터스트라이크 팀 세계 9위 기록 중
- 2008년 3월 ESL 인텔 익스트림 마스터즈 II 파이널 (카운터스트라이크 팀 준우승)
- 2008년 3월 2007 e-SPORTS 대상 카운터스트라이크 최우수팀
- 2008년 8월 ESWC 2008 준우승(카운터스트라이크 팀)
- 2008년 12월 IEF 2008 카운터스트라이크 부문 우승
- 2009년 8월 생각대로T SF프로리그 2009 1st 우승
- 2010년 10월 eSTRO 프로게임단 해체

## 프로리그 통산성적
| 년도      | 리그                      | 순위       | 경기 | 승   | 패   | 벌점 | 승점 | 포스트시즌 | 주요선수                                                       | 감독   |
| --------- | ------------------------- | ---------- | ---- | ---- | ---- | ---- | ---- | ---------- | -------------------------------------------------------------- | ------ |
| 2003      | KTF EVER                  | 6위        | 12   | 3    | 9    | 0    | -14  | 진출실패   |                                                                | 이지호 |
| 2003      | Neowiz Pmang              | 8위        | 7    | 1    | 6    | 1    | -12  | 진출실패   |                                                                | 이지호 |
| 2004      | SKY 1라운드               | 9위        | 10   | 3    | 7    | 0    | -6   | 진출실패   | 베르트랑, 장진남, 장진수, 김갑용, 피터, 조정현                 | 이지호 |
| 2004      | SKY 2라운드               | 머큐리 5위 | 8    | 3    | 5    | 0    | -3   | 진출실패   | 장진수, 김갑용, 안석열, 박동욱, 피터                           | 이지호 |
| 2004      | SKY 3라운드               | 새턴 4위   | 8    | 3    | 5    | 0    | -4   | 진출실패   | 장진수, 김갑용, 안석열, 박동욱, 피터, 김동진                   | 이지호 |
| 2005      | SKY 전기                  | 11위       | 10   | 1    | 9    | 1    | -20  | 진출실패   | 김현진, 김동진, 김갑용, 피터, 서기수, 조용성                   | 이지호 |
| 2005      | SKY 후기                  | 탈락       | 탈락 | 탈락 | 탈락 | 탈락 | 탈락 | 탈락       | 탈락                                                           | 이지호 |
| 2006      | SKY 전기                  | 10위       | 10   | 3    | 7    | 0    | -11  | 진출실패   | 서기수, 김동진, 조용성, 김원기                                 | 이지호 |
| 2006      | SKY 후기                  | 9위        | 10   | 4    | 6    | 0    | -5   | 진출실패   | 서기수, 조용성, 김원기, 김강석, 김강호                         | 이지호 |
| 2007      | 신한은행 전기             | 9위        | 22   | 9    | 13   | 1    | -11  | 진출실패   | 서기수, 조용성, 김원기, 신상호, 박문기, 남승현                 | 이지호 |
| 2007      | 신한은행 후기             | 11위       | 22   | 6    | 16   | 1    | -25  | 진출실패   | 서기수, 조용성, 김원기, 신상호, 박문기, 남승현, 김민구         | 이지호 |
| 2008      | 신한은행 2008             | 12위       | 22   | 4    | 18   | 1    | -25  | 진출실패   | 서기수, 신상호, 이병민, 조용호, 신대근, 박문기, 남승현, 이호준 | 이지호 |
| 2008-2009 | 신한은행 위너스리그 08-09 | 11위       | 11   | 3    | 8    | 0    | -7   | 진출실패   | 서기수, 신상호, 신대근, 박문기, 박상우                         | 김현진 |
| 2008-2009 | 신한은행 08-09            | 10위       | 55   | 21   | 34   | 0    | -17  | 진출실패   | 서기수, 신상호, 신대근, 박문기, 박상우                         | 김현진 |
| 2009-2010 | 신한은행 위너스리그 09-10 | 9위        | 11   | 4    | 7    | 0    | -6   | 진출실패   | 신대근, 박상우, 신재욱, 김도우, 김성대                         | 김현진 |
| 2009-2010 | 신한은행 09-10            | 10위       | 55   | 23   | 32   | 0    | -10  | 진출실패   | 신대근, 박상우, 신재욱, 김도우, 김성대                         | 김현진 |

## 팀리그 역대성적
| 2003      | 계몽사     | 예선 탈락 (POS전 3 : 1패)                 | 예선 탈락 (POS전 3 : 1패)                 | 예선 탈락 (POS전 3 : 1패)                 | 예선 탈락 (POS전 3 : 1패)                 | 예선 탈락 (POS전 3 : 1패)                 | 예선 탈락 (POS전 3 : 1패)                 |                                           |                                           |                                           |                                           |
| 2003      | 라이프존   | 1                                         | 0                                         | 1                                         | -1                                        | 0%                                        | 공동 5위                                  |                                           |                                           |                                           |                                           |
| 2003-2004 | LG IBM     | 예선 탈락 (2전 2패 - 개인전 9전 1승 8패)  | 예선 탈락 (2전 2패 - 개인전 9전 1승 8패)  | 예선 탈락 (2전 2패 - 개인전 9전 1승 8패)  | 예선 탈락 (2전 2패 - 개인전 9전 1승 8패)  | 예선 탈락 (2전 2패 - 개인전 9전 1승 8패)  | 예선 탈락 (2전 2패 - 개인전 9전 1승 8패)  |                                           |                                           |                                           |                                           |
| 2004      | 투싼       | 예선 탈락 (2전 2패 - 개인전 4승 8패)      | 예선 탈락 (2전 2패 - 개인전 4승 8패)      | 예선 탈락 (2전 2패 - 개인전 4승 8패)      | 예선 탈락 (2전 2패 - 개인전 4승 8패)      | 예선 탈락 (2전 2패 - 개인전 4승 8패)      | 예선 탈락 (2전 2패 - 개인전 4승 8패)      | 예선 탈락 (2전 2패 - 개인전 4승 8패)      | 예선 탈락 (2전 2패 - 개인전 4승 8패)      | 예선 탈락 (2전 2패 - 개인전 4승 8패)      | 예선 탈락 (2전 2패 - 개인전 4승 8패)      |
| 2004-2005 | MBC MOVIES | 예선 탈락 (4전 1승 2패 - 개인전 7승 11패) | 예선 탈락 (4전 1승 2패 - 개인전 7승 11패) | 예선 탈락 (4전 1승 2패 - 개인전 7승 11패) | 예선 탈락 (4전 1승 2패 - 개인전 7승 11패) | 예선 탈락 (4전 1승 2패 - 개인전 7승 11패) | 예선 탈락 (4전 1승 2패 - 개인전 7승 11패) | 예선 탈락 (4전 1승 2패 - 개인전 7승 11패) | 예선 탈락 (4전 1승 2패 - 개인전 7승 11패) | 예선 탈락 (4전 1승 2패 - 개인전 7승 11패) | 예선 탈락 (4전 1승 2패 - 개인전 7승 11패) |
| 총 1시즌  | 총 1시즌   | 1                                         | 0                                         | 1                                         | -1                                        | 0%                                        | 5위 1회                                   |                                           |                                           |                                           |                                           |

| 연도      | 스폰서     | 경기수    | 개인승    | 개인패    | 승률      | 올킬수    |
| --------- | ---------- | --------- | --------- | --------- | --------- | --------- |
| 2003      | 계몽사     | 예선 탈락 | 예선 탈락 | 예선 탈락 | 예선 탈락 | 예선 탈락 |
| 2003      | 라이프존   | 7         | 3         | 4         | 42.8%     |           |
| 2003-2004 | LG IBM     | 예선 탈락 | 예선 탈락 | 예선 탈락 | 예선 탈락 | 예선 탈락 |
| 2004      | 투싼       | 예선 탈락 | 예선 탈락 | 예선 탈락 | 예선 탈락 | 예선 탈락 |
| 2004-2005 | MBC MOVIES | 예선 탈락 | 예선 탈락 | 예선 탈락 | 예선 탈락 | 예선 탈락 |
| 통산성적  | 통산성적   | 7         | 3         | 4         | 42.8%     |           |

## 역대 팀 명칭
- AMD 드림팀 - 헥사트론 드림팀 - 이네이쳐 탑 - 이스트로

## 역대 팀 감독
- 1대 감독 : 이지호 (재임 기간 : 2002년 ~ 2008년 5월 31일)
  - 감독 대행 : 김현진 (재임 기간 : 2008년 6월 1일 ~ 9월 30일)
- 2대 감독 : 김현진 (재임 기간 : 2008년 10월 1일 ~ 2010년 10월 12일)

## 주요 종목
- 스타크래프트
- 스페셜포스
- 카운터 스트라이크

## 우승 기록
- 생각대로T SF프로리그 2009 1st